# Stepowy Okręg Wojskowy
Stepowy Okręg Wojskowy( ros. Степной военный округ) – ogólnowojskowy, operacyjno-terytorialny związek Sił Zbrojnych Związku Radzieckiego. 
Został sformowany 15 kwietnia 1943 na bazie dowództwa i wojsk Frontu Rezerwowego. Obejmował terytorium obwodów woroneskiego, kurskiego, tambowskiego i rostowskiego. 9 lipca 1943 został przekształcony we Front Stepowy.
Powtórnie sformowany 9 lipca 1945 poprzez wydzielenie ze Środkowoazjatyckiego Okręgu Wojskowego. Obejmował terytorium Kazachskiej SRR (z wyjątkiem obwodów zachodniokazachstańskiego, aktobskiego i gurjewskiego). 4 lutego 1946 został przekształcony w Stepowy Terytorialny Okręg Wojskowy i włączony w Turkiestański Okręg Wojskowy. 6 maja 1946 został rozformowany. 
Dowództwo okręgu stacjonowało w Woroneżu, a w latach 1945-1946 w Ałmaty.

## Dowódcy okręgu
- Markian Popow (kwiecień 1943 - czerwiec 1943), gen. por.;
- Maks Reiter (czerwiec 1943), gen. płk;
- Iwan Koniew (czerwiec 1943 - 09 lipca 1943), gen. płk;
- Pawieł Kurbatkin (1945 - 1946)[1].